# تاکائو سوزوکی
 تاکائو سوزوکی (انگلیسی: Takao Suzuki؛ زاده ۲۰ سپتامبر ۱۹۷۶) یک تنیس‌باز اهل ژاپن است.